# Flabellum
Ne doit pas être confondu avec Flabellum (genre).

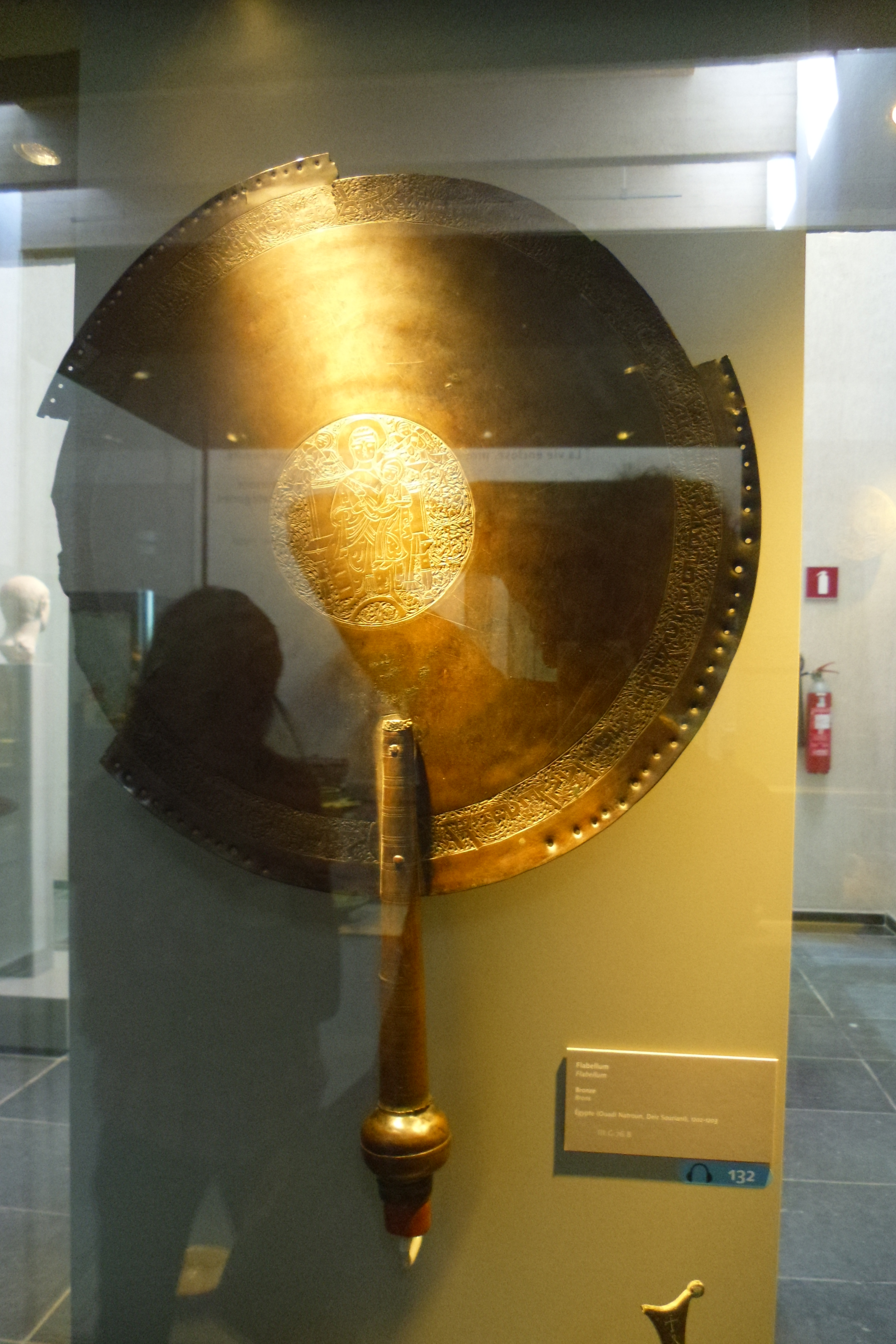
Flabellum en bronze (Égypte, XIIIe siècle) avec inscription en syriaque, au Musée royal de Mariemont.

Le flabellum (du latin : flabellum, « éventail », pluriel : flabella ou flabellums), ripidion (du grec ancien : άγιον ριπίδιον, hagion ripidion, « éventail sacré ») ou hexaptérygon (du grec ancien : ἑξα-πτέϱυγος, hexapterygos, « muni de six ailes »)  est un grand éventail de cérémonie monté sur hampe.

## Égypte antique

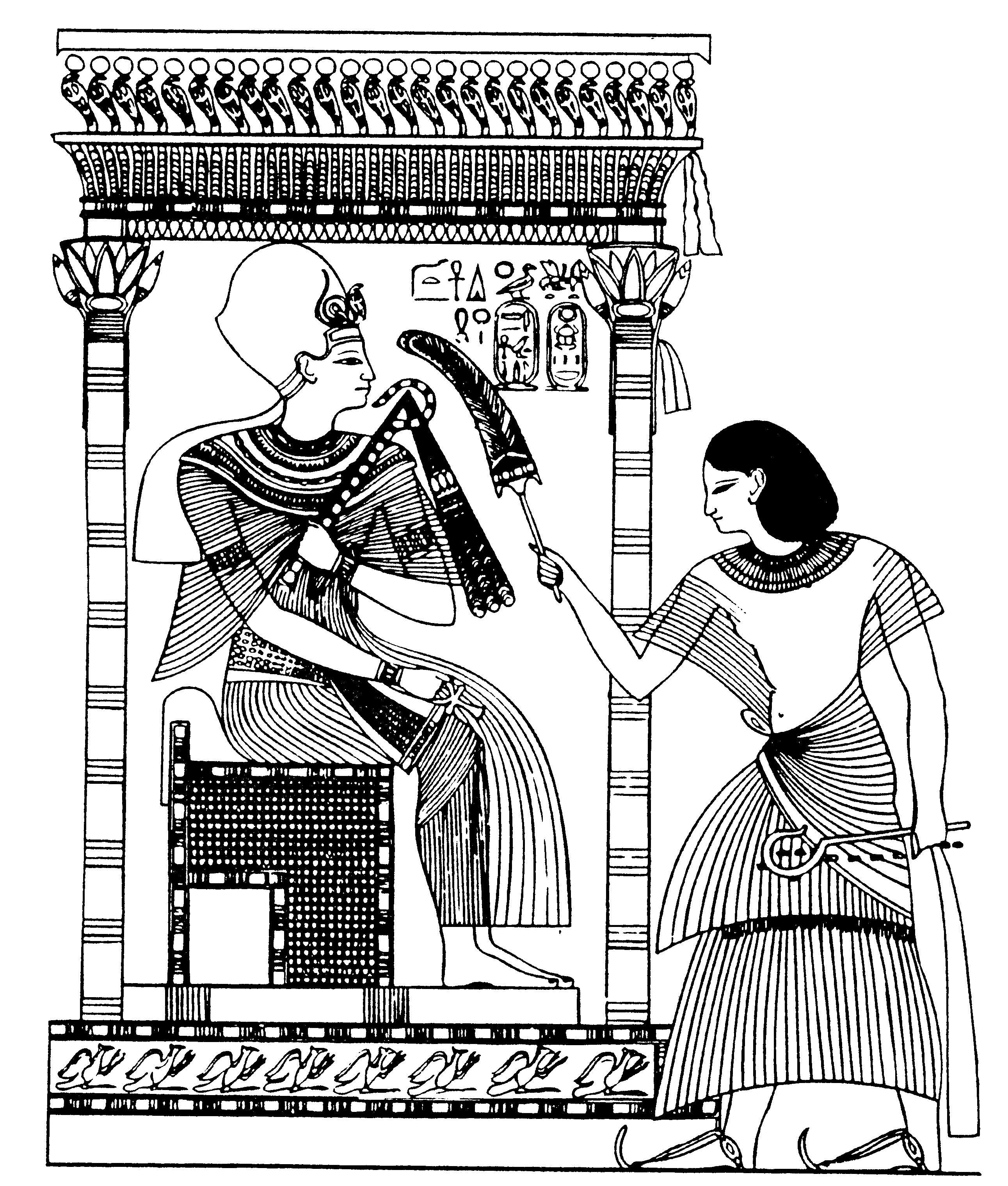
Le vice-roi de Koush agitant l'éventail à plume unique indiquant son rang de porte-éventail du pharaon. Peut-être s'agit-il d'Amenhotep Houy devant le jeune pharaon Toutânkhamon. Dessin extrait de La Vie dans l'Égypte ancienne de Johann Peter Adolf Erman (1894) d'après Karl Richard Lepsius.

Dans l'Antiquité, l'éventail de cérémonie faisait partie de l'apparat qui entourait les souverains et leurs déplacements. Il s'agissait de grands éventails constitués généralement de plumes d'autruche ou de paon fichées au sommet d'une longue perche et censés permettre d'éventer le haut personnage qu'ils accompagnaient, comme le parasol le protégeait du soleil. 

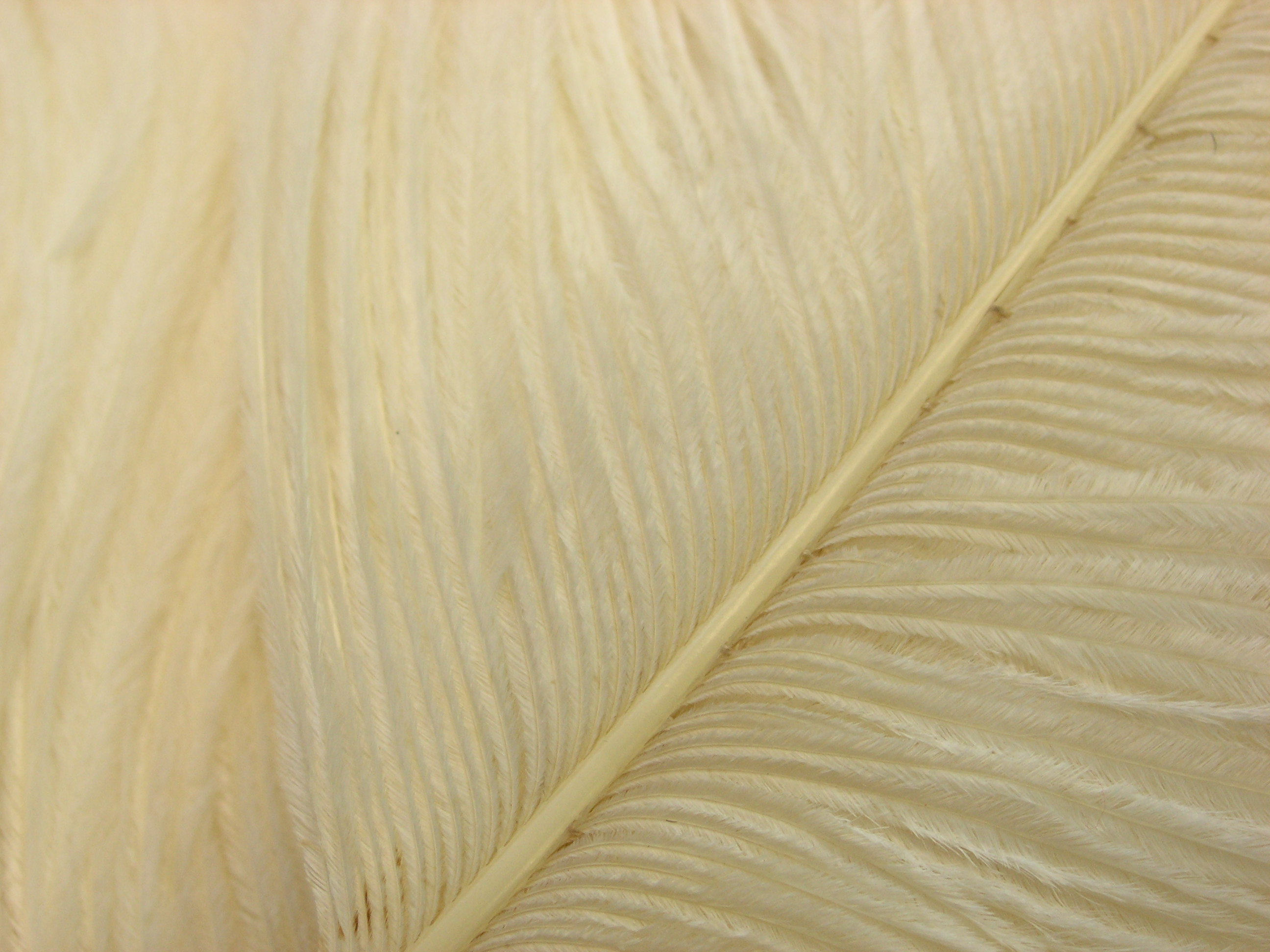
Plumes d'autruche bleu pâle servant pour la fabrication des éventails (ivoire monté de plumes, époque de George V, roi d'Angleterre 1910 - 1936.

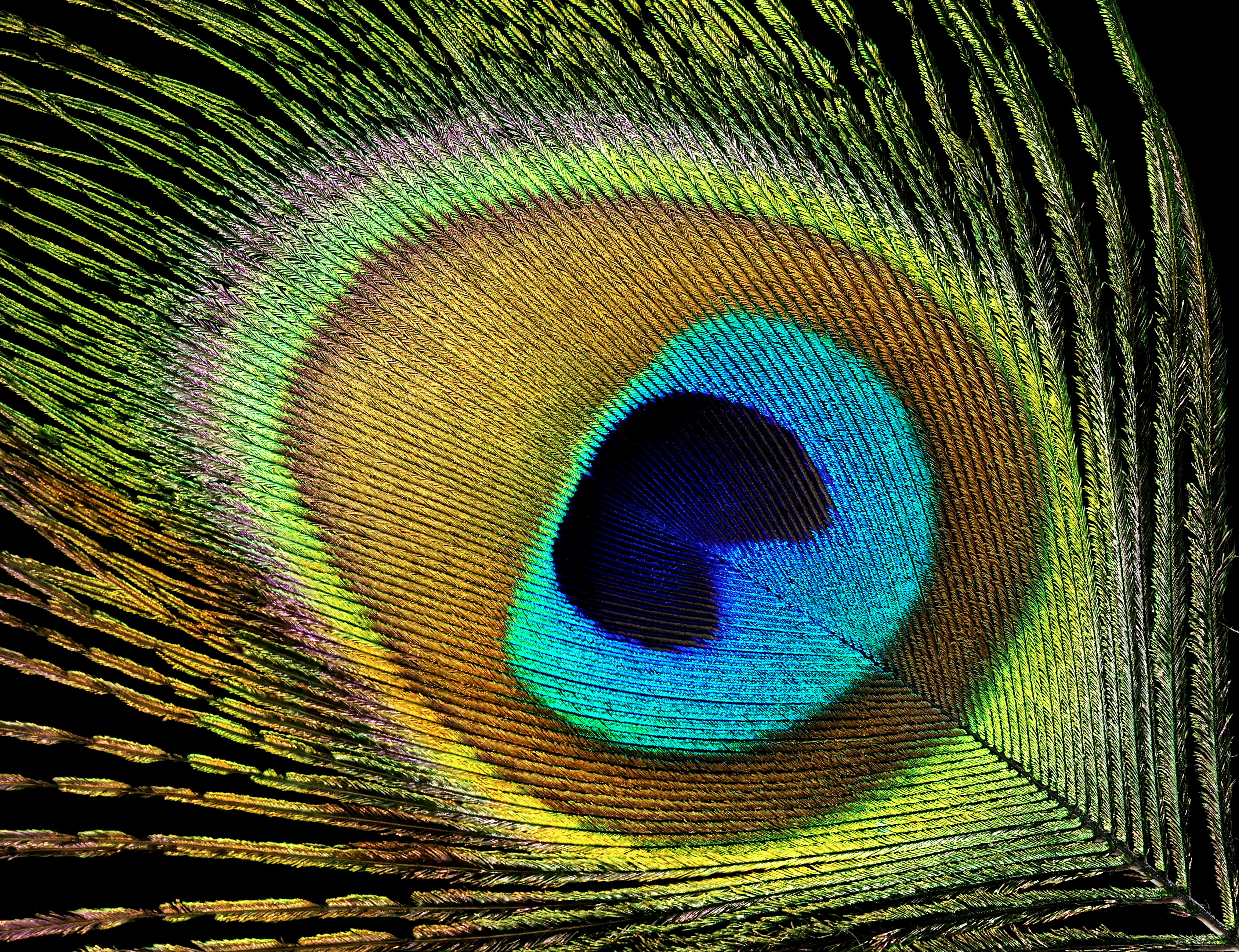
Les plumes du paon sont aussi utilisées.

Au fil du temps, la fonction pratique d'aération et d'éventement a perdu de son importance au profit d'un rôle symbolique de manifestation du pouvoir. Ainsi, l'éventail à longue hampe, aux grandes plumes, précieuses et somptueuses, largement déployées, va peu à peu laisser la place à une simple tige ou baguette ornée d'une plume unique et étroite, devenue seulement le symbole indiquant le rang éminent du porte-éventail, un peu comme le sceptre héqa et le flagellum nekhekh sont les attributs du pharaon (voir ces trois objets, à la fois emblèmes de pouvoir, de fonction et symboles religieux, dans l'illustration ci-contre ; dans la main droite d'Amenhotep Houy : le flabellum à une seule plume ; et dans la main gauche de Toutânkhamon : le sceptre et le flagellum, quand sa main droite tient l'ânkh, croix de vie et d'éternité).   
L'usage de ces éventails, qu'ils soient déployés ou symboliques, est en effet attesté en Égypte antique. Pharaon avait parmi ses courtisans celui qui portait le titre de « flabellifère à la droite du roi », c'est-à-dire celui qui avait le privilège de porter le flabellum du roi, ce qui plaçait son détenteur assez haut dans la hiérarchie de la cour du souverain. Ce titre fut d'ailleurs porté par des personnages d'importance, tels que le futur pharaon Horemheb, les vice-rois de Nubie Amenhotep Houy ou Sétaou, ou bien Ramsès II quand il était encore le jeune prince héritier de son père Séthi Ier. Le caractère symbolique fort du flabellum est redoublé par le fait que le mot désigne aussi un hiéroglyphe particulier, ce qui rattache cet objet à la sacralité de l'écriture hiéroglyphique égyptienne.
Sur le plan religieux, la plume d'autruche est l'attribut du dieu Shou, maître de l'air et des vents, souffle vital. Elle est aussi l'emblème de Maât, elle aussi divinité aérienne et lumineuse, déesse de l'équilibre cosmique, de la rectitude, de la vérité et de la justice qui guident Pharaon. Ainsi, le léger courant d'air provoqué par les plumes d'autruche du flabellum, qui apaise le dignitaire, est associé au souffle vital de Shou et « illustre la fertilité du vent parcourant et ensemençant la terre ». De même, par le truchement de la plume de Maât et par l'intercession du pouvoir de la déesse, le flabellum fait de celui qui le porte comme du pharaon qui reçoit son souffle les garants de l'ordre du monde.    

Flabellums et flabellifères en Égypte antique
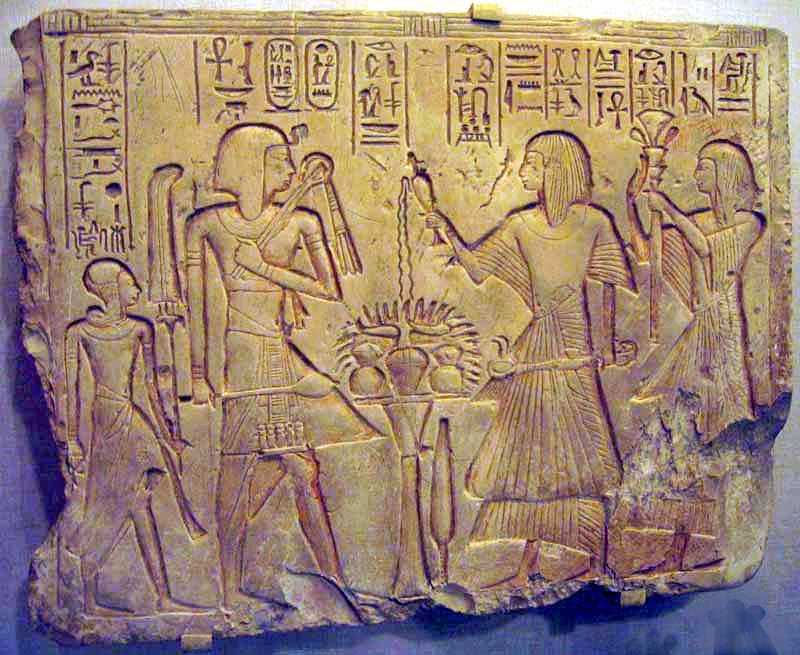
Stèle de Saqqarah : tout à gauche, le jeune prince et futur Ramsès II portant un « flabellum-sceptre » est représenté en « porteur de l'éventail à la droite du roi » son père, le pharaon Séthi Ier (XIXe dynastie, XIIIe siècle avant notre ère).
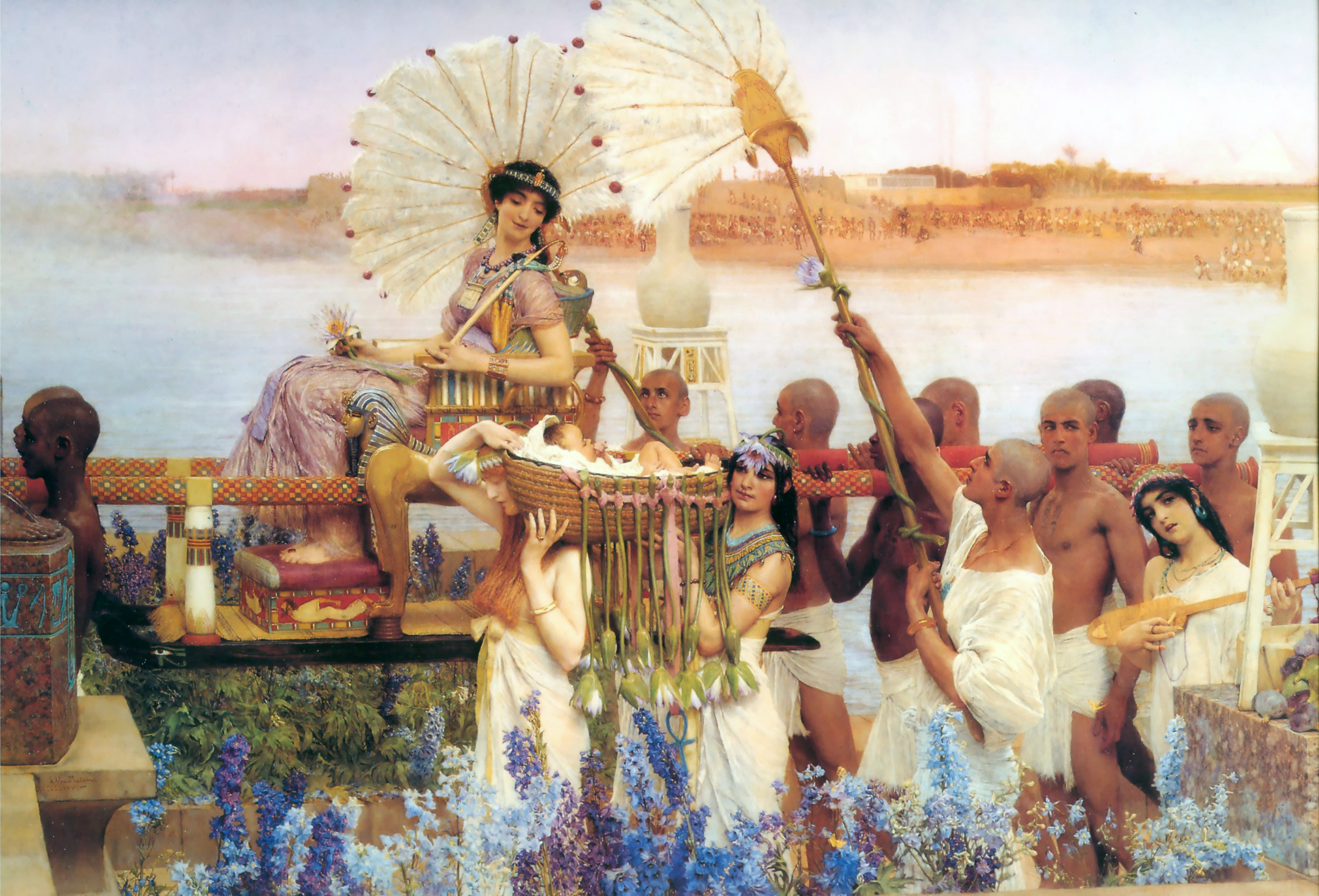
Lawrence Alma-Tadema, La Découverte de Moïse, 1904. Moïse sauvé des eaux par la fille de Pharaon entourée de ses deux flabellifères portant de grands « flabellums-éventails » d'apparat déployés.
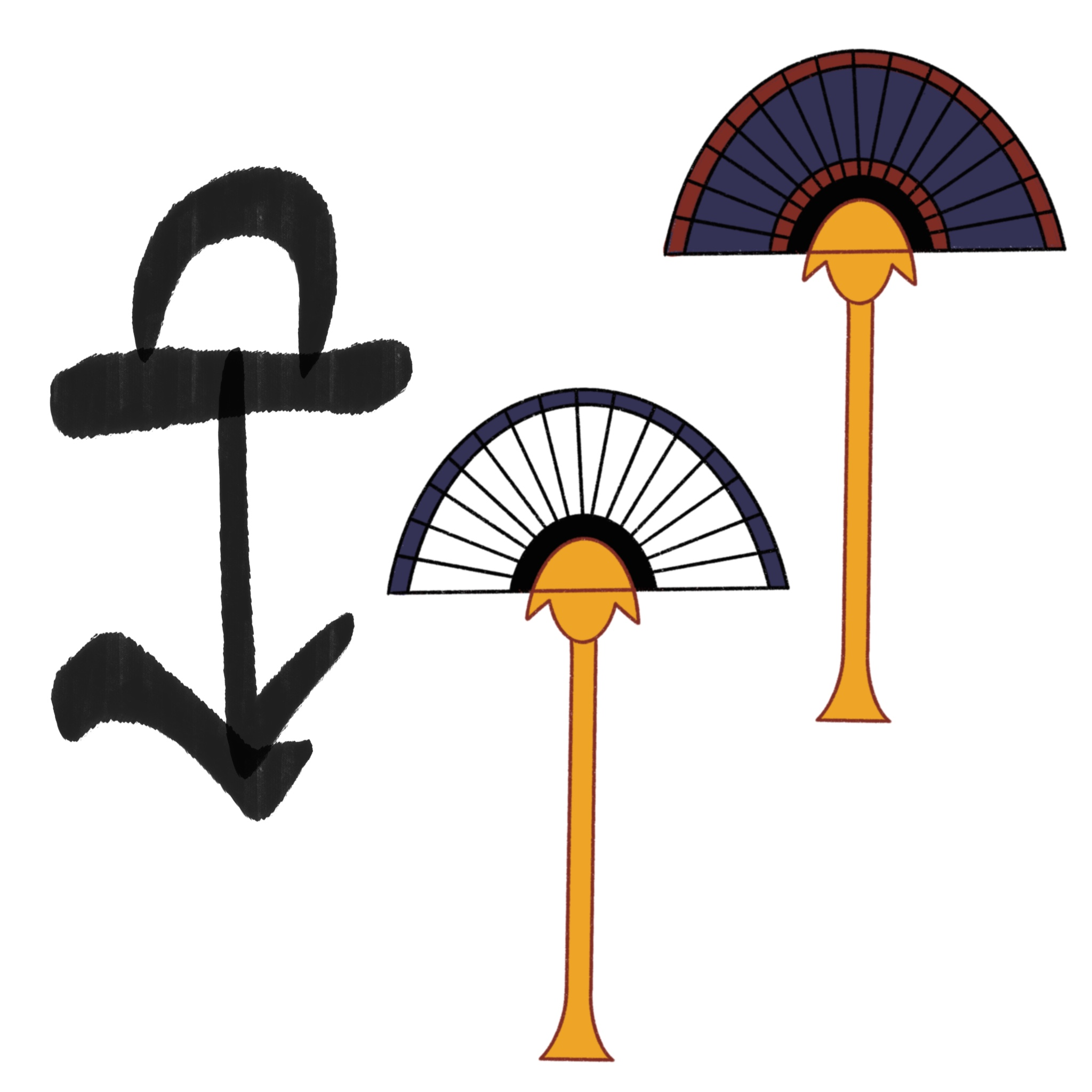
Le « flabellum » est aussi un caractère égyptien (noté S35) (ici en écriture hiératique puis hiéroglyphique), à valeur idéographique ou déterminative ou phonographique.

## Église catholique

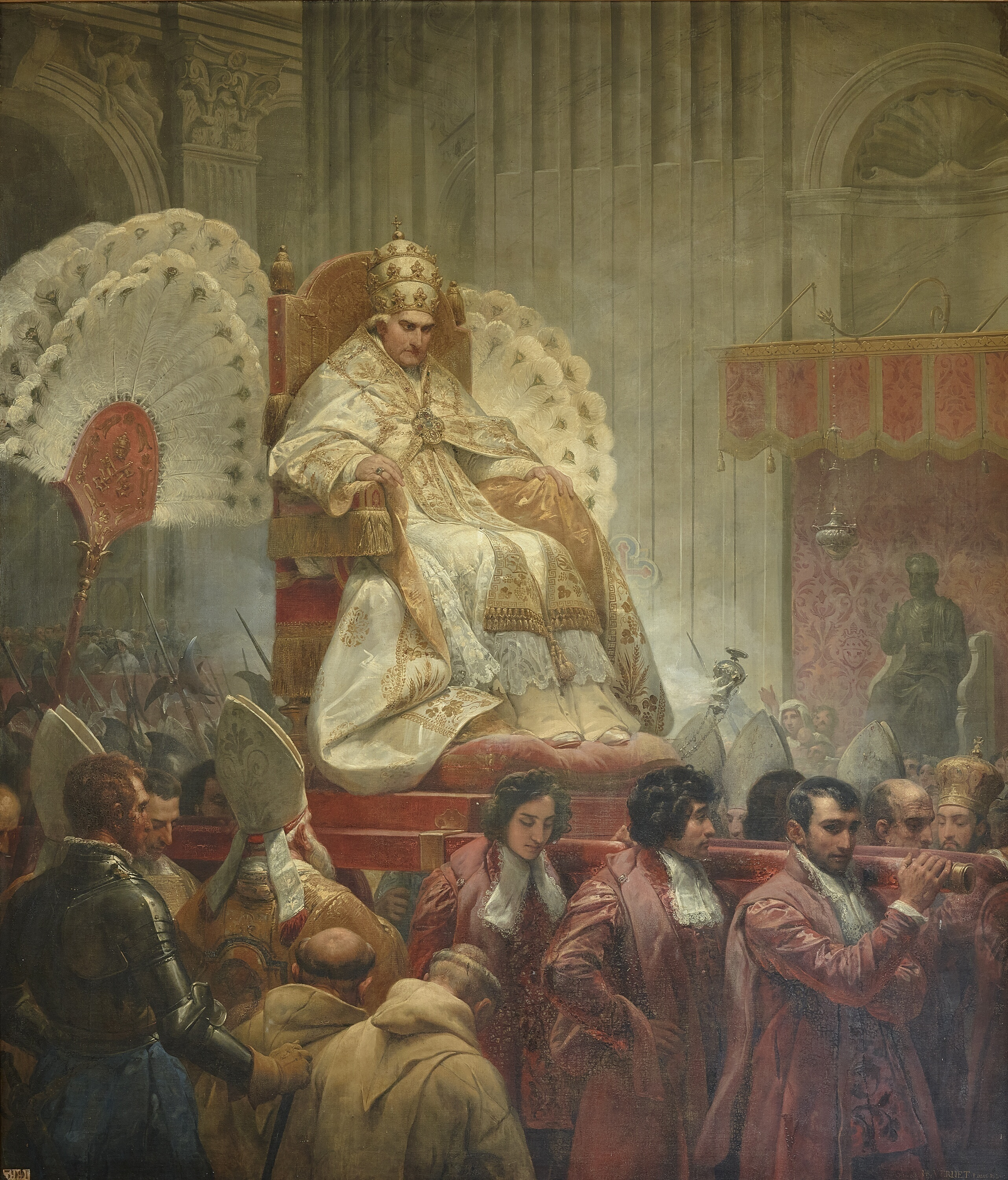
Le pape Pie VIII à Saint-Pierre de Rome, sur la sedia gestatoria, entouré d'éventails de cérémonie. (Tableau d'Horace Vernet, 1829).

Dans l'Église catholique, ces éventails étaient portés devant le pape, jusqu'à la simplification des cérémonies décrétée par le deuxième concile œcuménique du Vatican sous le pontificat de Paul VI.
Ces flabellums ne servaient plus à donner un peu de fraîcheur au pape, ce qui avait été leur usage antique, mais avaient un rôle purement symbolique.
Les flabellums étaient confectionnés à l'aide de plumes d'autruche, selon l'usage antique, ou bien de plumes de paon dont les ocelles symbolisaient le regard, et donc la vigilance du pape sur l'ensemble de l'Église.

## Églises d'Orient de rite byzantin

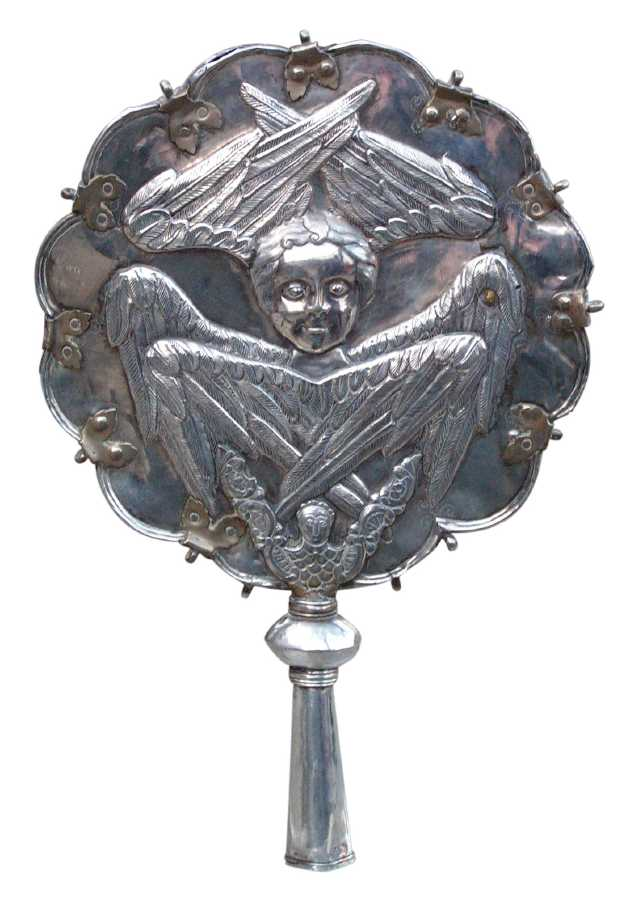
Hexapterygon arménien figurant un chérubin muni de six ailes. (Coll. privée, Bruxelles).

L'éventail de cérémonie demeure utilisé de nos jours dans les Églises de rite byzantin. Dans la liturgie orientale de langue grecque, l'éventail liturgique est nommé ripidion, abrégé du grec ancien : άγιον ριπίδιον, hagion ripidion, « éventail sacré » ou bien hexapterygon (du grec ancien : ἑξα-πτέϱυγος, hexapterygos, « muni de six ailes ».). Il est utilisé dans le culte des Églises de rite byzantin, arménien et syriaque. Un officiant l'agite à la manière d'un éventail pendant la célébration. 
Il s'agit d'une hampe d'environ deux mètres, surmontée d'une plaque dorée entourée de rayons et de grelots aux extrémités (uniquement pour les syriaques et arméniens orthodoxes, ceux des grecs et des russes n'en possèdent pas), généralement fait de métaux précieux, la plaque représente un séraphin à six ailes.
Dans l'ancien temps orthodoxe il servait à chasser les mauvais esprits ; aujourd'hui, dans les églises arméniennes et syriaques, il est secoué pour faire descendre l'Esprit Saint et symbolise la voix des anges.